# Anatomia (pel·lícula)
Anatomia (títol original: Anatomie) és una pel·lícula  alemanya dirigida per Stefan Ruzowitzky, estrenada l'any 2001. Una continuació, Anatomie 2, es va rodar l'any 2003. Ha estat doblada al català.

## Argument
Paula Henning, una estudiant de medicina, és admesa en una escola de medicina molt selectiva a Heidelberg. Quan el cos d'un jove que ha conegut al tren es troba sobre una taula d'autòpsia, comença a investigar sobre les misterioses circumstàncies de la seva mort i descobreix una conspiració macabra perpetrada per una societat secreta antihipocràtica que opera a l'interior de l'escola.

## Repartiment
- Franka Potente: Paula Henning
- Benno Fürmann: Hein
- Anna Loos: Gretchen
- Sebastian Blomberg: Caspar
- Holger Speckhahn: Phil
- Traugott Buhre: Prof. Grombek
- Oliver K. Wnuk: Ludwig
- Arndt Schwering-Sohnrey: David
- Andreas Günther: Franz
- Antonia Cäcalia Holfender: Gabi
- Rüdiger Vogler: Doctor Henning
- Barbara-Magdalena Ahren: Madame Henning
- Werner Dissel: Avi de Paula
- Thomas Meinhardt: Professor a Múnic
- Simon Schwarz: Jove
- Alexander Liegl: Ajudant
- Martin Pölcher: Ajudant
- Christoph Hagen Dittmann: Bernie
- Berrin Alganer-Lenz: dona
- Angelika Sedlmeier: Madame Freisinger
- Ulrich Matschoss: Doctor
- Gerald Alexander Held: Policia
- Karl Friedrich: Detectiu